# Tuffa gänget 2
Tuffa gänget 2 (engelska: The Bad Guys 2) är en amerikansk animerad komedi- och familjefilm från 2025. Filmen är en uppföljare till Tuffa gänget från 2022, och löst baserad på barnbokserien med samma namn skriven av Aaron Blabey. Filmen är regisserad av Pierre Perifel och samregisserad av JP Sans efter ett manus skrivet av Aaron Blabey.
Filmen hade biopremiär i Sverige den 1 augusti 2025, utgiven av Universal Studios.

## Handling
Filmen handlar om Tuffa gänget som kämpar för att hitta rätt i sina nya hederliga liv. De tvingas dock göra ett sista jobb tillsammans med en grupp brottslingar som består helt av tjejer.

## Rollista
| Roll                 | Originalröster  | Svenska röster            |
| -------------------- | --------------- | ------------------------- |
| Herr Varg            | Sam Rockwell    | Björn Bengtsson           |
| Herr Orm             | Marc Maron      | Ole Ornered               |
| Nättan               | Awkwafina       | Mikaela Ardai Jennefors   |
| Herr Haj             | Craig Robinson  | David Lenneman            |
| Herr Piraya          | Anthony Ramos   | Pablo Cepeda              |
| Diana Rävsvans       | Zazie Beetz     | Cecilia Wrangel           |
| Professor Marmelad   | Richard Ayoade  | Kim Sulocki               |
| Polismästare Luggins | Alex Borstein   | Charlotte Ardai Jennefors |
| Kisse Miss           | Danielle Brooks | Amie Bramme Sey           |
| Skuggan              | Natasha Lyonne  | Claudia Galli Concha      |
| Svinvild             | Maria Bakalova  | Anna Maria Granlund       |
| Bildsköne Jorge      |                 | Danilo Bejarano           |